# Paweł Szcześniak (koszykarz)
Paweł Szcześniak (ur. 29 stycznia 1975 w Zielonej Górze) – polski koszykarz występujący na pozycji rozgrywającego. Do 2008 roku grający w Zastalu Zielona Góra.

## Osiągnięcia
Drużynowe
- Wicemistrz Polski (2001)
- 3-krotny brązowy medalista mistrzostw Polski (1998, 1999, 2000)
- 2-krotnu finalista Pucharu Polski (1998, 2000)
- Finalista Superpucharu Polski (1999)
- Uczestnik rozgrywek:
  - Pucharu Koracia (1997–1999)
  - Pucharu Saporty (1999–2001)
  - FIBA EuroCup Challenge (2002/03)
- Mistrz Polski juniorów (1993)[1]

Indywidualne
- Najlepszy w obronie PLK (1999 według Gazety)[2]
- Zaliczony do:
  - I składu:
    - najlepszych polskich zawodników PLK (2002, 2003)[1]
    - I ligi (2007, 2008)[3]
- Powoływany do udziału w meczu gwiazd:
  - PLK (1996, 2003 – nie wystąpił)[4][5]
  - Polska – Gwiazdy PLK (1997, 1999, 2000, 2004)[1][6][7][7][8]
  - I ligi (2007)[9]

Reprezentacja
- 3-krotny uczestnik kwalifikacji do Eurobasketu (1999, 2003, 2005)
- Uczestnik kwalifikacji do Eurobasketu U–22 (1996)